# 빈투언성
빈투언성(베트남어: Tỉnh Bình Thuận / 平順省)은 베트남의 오래된 지방이다. 2025년 6월 12일, 빈투언성 성이 럼동성 편입되었다.

## 역사
현재 빈투언성의 대부분은 판두랑가의 참파 공국의 일부였으며, 그곳은 이웃한 닌투언 성의 정치적 중심지기도 했다. 1471년 비자야의 몰락 이후 최후까지 남은 독립 공국이 되었다. 빈투언은 이후 베트남으로 통합되었지만, 닌투언은 1832년까지 더 오래 독립을 유지하였다. 1976년 이전, 빈투언성은 서부의 대부분이 빈떠이성의 일부였기 때문에 훨씬 더 작았다. 빈떠이, 빈투안, 닌투언이 1976년에 통합되어 투안하이성이 되었다. 그러다가 1991년에 닌투안성과 빈투언성으로 다시 분리되었다. 반면, 빈떠이는 여전히 빈투언성의 일부로 남았다.

## 지리
빈투언성은 내륙치고는 꽤 산이 많은 지형이다. 반면 해안가를 따라 평지도 꽤 많이 존재한다. 빈투엔은 북쪽으로는 럼동성, 북동쪽으로는 닌투언성, 서쪽으로는 동나이성과 바리어붕따우성과 접한다. 럼동성과 닌투언성과의 국경의 대부분은 산악 지대인 반면, 나머지 지방은 비교적 평탄하다. 그러나 빈투언성의 해안을 따라 최소 200m의 높이를 가진 언덕이 여러 개 있다. 빈투언성의 최고봉(1548m)은 럼동성 부근의 타인린현의 북서부에 있다. 푸꾸이섬은 판티엣에서 남쪽으로 약 120km 떨어진 곳에 위치해 있다. 그것은 별개의 지역이다. 빈투언성의 연안에 훨씬 작은 섬들이 여러 개 있는데, 동쪽의 꺼우섬(cù lao Câu), 무이네에 있는 라오섬(hòn Lao), 서쪽의 바섬(hòn Bà) 등이 있다.

## 경제
농업과 어업이 가장 중요한 산업이며 관광 산업 또한 점차 늘어나는 추세에 있다.

## 행정 구역
1개의 시, 1개의 시사, 8개의 현이 있다.

### 시
- 판티엣시 (Phan Thiết / 潘切市)

### 시사
- 라지 시사 (La Gi / 羅夷市社)

### 현
- 박빈현 (Bắc Bình / 北平縣)
- 득린현 (Đức Linh / 德靈縣)
- 함떤현 (Hàm Tân / 咸新縣)
- 함투언박현 (Hàm Thuận Bắc / 咸順北縣)
- 함투언남현 (Hàm Thuận Nam / 咸順南縣)
- 푸꾸이현 (Phú Quý / 富貴縣)
- 딴린현 (Tánh Linh / 性靈縣)
- 뚜이퐁현 (Tuy Phong / 綏豐縣)

## 인구 통계
2019년 4월 1일 현재 빈투언성의 인구는 1,230,808이다. 빈투언성의 도시 인구는 38.1%, 농촌 인구가 61.9%를 차지하고 있다.
빈투언성의 인구는 현, 시사, 시에 균일하게 분포되어 있다. 가장 집중된 곳은 판티엣시로 2015년 기준 272,457명으로 빈투언성 인구의 거의 4분의 1을 차지하고 있고, 판리끄어, 라지시사가 뒤를 이었다. 그리고 박빈, 타인린, 함떤에 산재해 있다.
빈투언성에는 34개의 민족이 살고 있는데, 그중 가장 큰 민족은 킨족이다. 그 다음으로는 참족, 라글라이족, 호아족(핀티엣시 득응이어방, 박빈현 하이닌사와 송루이사에 집중), 꼬호족, 따이족, 쯔로족, 눙족, 므엉족이 있다.
2019년 4월 1일 현재 빈투언성의 12개의 종교가 존재하며, 인구는 415,223명에 이른다. 대부분이 가톨릭으로 188,996명에 이르며, 그 다음으로 불교가 159,016명이며, 무슬림은 29,550명에 이른다. 브라만교는 25,110명이고, 개신교는 9,956명, 까오다이교는 2,403명이다. 호아하오교 등 나머지 종교는 90명, 바하이 신앙이 63명, 민스도(明師道)는 17명, 뜨안히에우 응이어도(四安孝義道)는 13명, 보산기향도(寶山奇香道)가 6명, 민리도(明理道)는 3명이다.